# Eredivisie 2011/12 (vrouwenvoetbal)
Het seizoen 2011/12 was het vijfde seizoen van de Eredivisie Vrouwen, de hoogste Nederlandse voetbalcompetitie voor vrouwen. ADO Den Haag pakte voor het eerst in de historie van de vrouwentak van de club het landskampioenschap.

## Algemeen
In vergelijking met de voorgaande vier seizoenen waren de nodige veranderingen doorgevoerd. Zo werd de vrijdag de vaste speeldag. Daarnaast was er geen beperking meer in het aantal internationals voor de clubs en mochten ze net als in de top van het amateurvoetbal speelsters contracteren. Ook mochten de clubs zelf bepalen of ze een jeugdopleiding opzetten of een samenwerkingsverband aangingen met een amateurvereniging. Tot dan toe had alleen FC Twente een eigen jeugdopleiding van de clubs die deelnamen.
AZ en Willem II stopten met ingang van dit seizoen met hun vrouwentak en namen derhalve niet deel. Er werd naar nieuwe clubs gezocht die de vrijgekomen plaatsen in gaan vullen. FC Utrecht maakte een doorstart. SC Heerenveen leek aanvankelijk ook te stoppen, maar ging uiteindelijk toch door. Uiteindelijk werd bekendgemaakt dat de Eredivisie dit jaargang in ging met zes clubs. Later werd de Eredivisie alsnog met een zevende team uitgebreid. SC Telstar VVNH neemt de plaats van AZ in.
Bij het bekendmaken van het speelschema werd duidelijk dat de zeven teams onderling driemaal tegen elkaar uitkomen. Dit in tegenstelling tot seizoen 2008/09, waarin ook zeven teams deelnamen en de clubs viermaal tegen elkaar speelden. Doordat de competitie een oneven aantal clubs telde had per speelronde één club vrij. Hierdoor telde de competitie 21 speelronden en speelde elke club 18 wedstrijden in totaal. Omdat FC Twente als landskampioen deelnam aan de Champions League is er in het begin van het speelschema rekening gehouden met de wedstrijddata van die ploeg, zodat er voldoende rustdagen tussen de Europese en competitiewedstrijden zat. Tussen 16 december en 27 januari is er een winterstop en begin maart waren er geen wedstrijden gepland vanwege de deelname van het Nederlands elftal aan de Cyprus Women's Cup.

## Teams
Tijdens het seizoen 2011/12 spelen de volgende teams in de Eredivisie:
| Club            | Plaats      | Stadion                    | Trainer                                             |
| --------------- | ----------- | -------------------------- | --------------------------------------------------- |
| ADO Den Haag    | Den Haag    | Kyocera Stadion            | Sarina Wiegman-Glotzbach                            |
| sc Heerenveen   | Heerenveen  | Sportpark Skoatterwâld     | Maarten de Jong (Peter Meindertsma naar Libanon)    |
| SC Telstar VVNH | Velsen-Zuid | TATA Steel Stadion         | Hans de Winter                                      |
| FC Twente       | Enschede    | De Grolsch Veste           | Arjan Veurink (John van Miert naar de VA FC Twente) |
| FC Utrecht      | Utrecht     | Sportpark SV Saestum       | Mark Verkuijl                                       |
| VVV-Venlo       | Venlo       | Seacon Stadion - De Koel - | Rick de Rooij                                       |
| FC Zwolle       | Zwolle      | Sportpark Be Quick '28     | Bert Zuurman                                        |

## Ranglijst
| Pos | Team             | Wed | W  | G | V  | Ptn | DV | DT | +/− | Kwalificatie                  |
| --- | ---------------- | --- | -- | - | -- | --- | -- | -- | --- | ----------------------------- |
| 1   | ADO Den Haag (K) | 18  | 15 | 2 | 1  | 47  | 60 | 18 | +42 | UEFA Women's Champions League |
| 2   | FC Twente        | 18  | 10 | 3 | 5  | 33  | 31 | 22 | +9  |                               |
| 3   | SC Telstar VVNH  | 18  | 8  | 3 | 7  | 27  | 39 | 42 | −3  |                               |
| 4   | FC Utrecht       | 18  | 6  | 3 | 9  | 21  | 25 | 30 | −5  |                               |
| 5   | VVV-Venlo        | 18  | 6  | 2 | 10 | 20  | 34 | 47 | −13 |                               |
| 6   | FC Zwolle        | 18  | 4  | 4 | 10 | 16  | 31 | 48 | −17 |                               |
| 7   | sc Heerenveen    | 18  | 4  | 3 | 11 | 15  | 25 | 38 | −13 |                               |

## Kruistabel

### 1e en 2e derde
| Thuis \ Uit     | ADO | HEE | TEL | TWE | UTR | VVV | ZWO |
| --------------- | --- | --- | --- | --- | --- | --- | --- |
| ADO Den Haag    |     | 1–1 | 2–2 | 3–1 | 7–0 | 5–1 | 3–1 |
| sc Heerenveen   | 1–4 |     | 1–2 | 1–1 | 0–1 | 1–2 | 4–3 |
| SC Telstar VVNH | 1–4 | 3–2 |     | 2–1 | 1–0 | 5–0 | 1–4 |
| FC Twente       | 2–0 | 2–1 | 2–1 |     | 1–0 | 2–0 | 4–0 |
| FC Utrecht      | 1–3 | 0–1 | 5–1 | 0–2 |     | 3–1 | 1–1 |
| VVV-Venlo       | 1–2 | 2–3 | 3–6 | 1–2 | 1–4 |     | 2–1 |
| FC Zwolle       | 0–8 | 0–2 | 2–0 | 0–2 | 1–1 | 4–5 |     |

### 3e derde
| Thuis \ Uit     | ADO | HEE | TEL | TWE | UTR | VVV | ZWO |
| --------------- | --- | --- | --- | --- | --- | --- | --- |
| ADO Den Haag    |     |     | 4–2 | 4–3 | 4–0 |     |     |
| sc Heerenveen   | 0–2 |     |     |     |     | 1–3 | 3–4 |
| SC Telstar VVNH |     | 4–2 |     |     |     | 3–3 | 3–3 |
| FC Twente       |     | 0–0 | 4–1 |     | 0–3 |     |     |
| FC Utrecht      |     | 4–1 | 0–1 |     |     | 1–3 |     |
| VVV-Venlo       | 0–2 |     |     | 1–1 |     |     | 5–1 |
| FC Zwolle       | 1–2 |     |     | 4–1 | 1–1 |     |     |

## Statistieken

### Aantal goals per speelronde
| 12 |

| 12 |

| 11 |

| 11 |

| 11 |

| 15 |

| 12 |

| 7 |

| 9 |

| 12 |

| 14 |

| 13 |

| 9 |

| 11 |

| 3 |

| 14 |

| 10 |

| 16 |

| 15 |

| 13 |

| 15 |

| 11.7 |

| Eredivisie | Totaal: 245 Doelpunten |

| Eredivisie | Totaal: 245 Doelpunten |

### Topscorers
| Pos.             | Speler                 | Club             | Goals |
| ---------------- | ---------------------- | ---------------- | ----- |
| 1                | Priscilla de Vos       | SC Telstar VVNH  | 16    |
| 2                | Renate Jansen          | ADO Den Haag     | 10    |
| 2                | Tessel Middag          | ADO Den Haag     | 10    |
| 2                | Jill Wilmot            | ADO Den Haag     | 10    |
| 2                | Vivianne Miedema       | sc Heerenveen    | 10    |
| 6                | Lisanne Grimberg       | ADO Den Haag     | 9     |
| 6                | Marianne van Brummelen | FC Zwolle        | 9     |
| 8                | Daniëlle van de Donk   | VVV-Venlo        | 8     |
| 8                | Lisanne Vermeulen      | FC Zwolle        | 8     |
| 10               | Sylvia Smit            | FC Zwolle        | 7     |
| 11               | 6 speelsters           | 6 speelsters     | 6     |
| 17               | 5 speelsters           | 5 speelsters     | 5     |
| 22               | 4 speelsters           | 4 speelsters     | 4     |
| 26               | 8 speelsters           | 8 speelsters     | 3     |
| 34               | 9 speelsters           | 9 speelsters     | 2     |
| 43               | 27 speelsters          | 27 speelsters    | 1     |
| Eigen doelpunten | Eigen doelpunten       | Eigen doelpunten | 2     |
| Totaal:          | Totaal:                | Totaal:          | 245   |
| Wedstrijden:     | Wedstrijden:           | Wedstrijden:     | 63    |
| Gemiddelde:      | Gemiddelde:            | Gemiddelde:      | 3.89  |

6 Goals
- Eshly Bakker (ADO Den Haag)
- Nangila van Eyck (sc Heerenveen)
- Loïs Oudemast (Telstar)
- Maayke Heuver (FC Twente)
- Manon van den Boogaard (FC Utrecht)
- Jeslynn Kuijpers (VVV-Venlo)

5 Goals
- Claudia van den Heiligenberg (Telstar)
- Anouk Dekker (FC Twente)
- Marlous Pieëte (FC Twente)
- Mandy Versteegt (FC Utrecht)
- Mauri van de Wetering (VVV-Venlo)

4 Goals
- Desiree van Lunteren (Telstar)
- Ellen Jansen (FC Twente)
- Maran van Erp (VVV-Venlo)
- Judith Frijlink (FC Zwolle)

3 Goals
- Mandy van den Berg (ADO Den Haag)
- Marjolijn van den Bighelaar (ADO Den Haag)
- Sherida Spitse (sc Heerenveen)
- Joyce Mijnheer (FC Twente)

3 Goals (Vervolg)
- Shanice van de Sanden (FC Twente)
- Kirsten Koopmans (FC Utrecht)
- Babiche Roof (FC Utrecht)
- Kika van Es (VVV-Venlo)

2 Goals
- Jeanine van Dalen (ADO Den Haag)
- Merel van Dongen (ADO Den Haag)
- Lucienne Reichardt (ADO Den Haag)
- Wendy Mulder (sc Heerenveen)
- Dominique Bruinenberg (Telstar)

2 Goals (Vervolg)
- Ashley Nick (FC Twente)
- Rowena Blankestijn (FC Utrecht)
- Dominique Vugts (FC Utrecht)
- Myrthe Moorrees (VVV-Venlo)

1 Goal
- Arlette Almeida (ADO Den Haag)
- Sheila van den Bulk (ADO Den Haag)
- Kimberley Vermeij (ADO Den Haag)
- Marieke de Boer (sc Heerenveen)
- Marije Brummel (sc Heerenveen)
- Si Shut Hau (sc Heerenveen)
- Kim Dolstra (Telstar)
- Stefanie van der Gragt (Telstar)
- Amber van der Heijde (Telstar)
- Daphne Koster (Telstar)
- Rosa Min (Telstar)
- Annelies Tump-Zondag (Telstar)
- Kirsten Bakker (FC Twente)
- Anne Bosveld (FC Twente)

1 Goal (Vervolg)
- Lorca Van De Putte (FC Twente)
- Anouk Hoogendijk (FC Utrecht)
- Anne Maguire (FC Utrecht)
- Tessa Oudejans (FC Utrecht)
- Cindy Burger (VVV-Venlo)
- Melissa Evers (VVV-Venlo)
- Marlies Hindriks (VVV-Venlo)
- Marlou Peeters (VVV-Venlo)
- Judith Rouwenhorst (VVV-Venlo)
- Maxime Scheepers (VVV-Venlo)
- Lydia Borg (FC Zwolle)
- Jolijn Heuvels (FC Zwolle)
- Mariska Kogelman (FC Zwolle)

Eigen doelpunten
- Stefanie van der Gragt (Telstar, tegen FC Utrecht)
- Rowena Blankestijn (FC Utrecht, tegen sc Heerenveen)

### Hattricks
| Speler           | Voor      | Tegen         | Resultaat      | Datum         |
| ---------------- | --------- | ------------- | -------------- | ------------- |
| Priscilla de Vos | Telstar   | VVV-Venlo     | 6-3[dode link] | 13 maart 2012 |
| Priscilla de Vos | Telstar   | sc Heerenveen | 4-2[dode link] | 3 mei 2012    |
| Jeslynn Kuijpers | VVV-Venlo | FC Zwolle     | 5-1[dode link] | 11 mei 2012   |

### Doelpunten
- Eerste doelpunt: Renate Jansen voor ADO Den Haag tegen FC Zwolle (2 september 2011)
- Grootste winstmarge: 8 doelpunten
  - FC Zwolle 0 – 8 ADO Den Haag (2 september 2011)
- Meeste doelpunten in een wedstrijd: 9 doelpunten
  - FC Zwolle 4 – 5 VVV-Venlo (27 januari 2012)
  - VVV-Venlo 3 – 6 SC Telstar VVNH (13 maart 2012)
- Meeste doelpunten gescoord in een wedstrijd door één ploeg: 8 doelpunten
  - FC Zwolle 0 – 8 ADO Den Haag (2 september 2011)
- Meeste doelpunten gescoord in een wedstrijd door een verliezende ploeg: 4 doelpunten
  - FC Zwolle 4 – 5 VVV-Venlo (27 januari 2012)

### De nul
- Vaakst de nul: 7
  - FC Twente
- Minst vaak de nul: 0
  - VVV-Venlo

## Belangrijke transfers
| Naam                         | Oude club                   | Nieuwe club                 |
| ---------------------------- | --------------------------- | --------------------------- |
| Marjolijn van den Bighelaar  | Willem II                   | ADO Den Haag                |
| Dyanne Bito                  | AZ                          | SC Telstar VVNH             |
| Carmen Bleuming              | FC Twente                   | FC Zwolle                   |
| Marloes de Boer              | FC Twente                   | Stopt                       |
| Saskia Brekelmans            | AZ                          | SC Telstar VVNH             |
| Cindy Burger                 | Willem II                   | Stopt                       |
| Cindy Burger                 | Was gestopt                 | VVV-Venlo *                 |
| Marianne van Brummelen       | FC Twente                   | FC Zwolle                   |
| Dionne Demarteau             | AZ                          | SC Telstar VVNH             |
| Kim Dolstra                  | AZ                          | SC Telstar VVNH             |
| Daniëlle van de Donk         | Willem II                   | VVV-Venlo                   |
| Maran van Erp                | Willem II                   | VVV-Venlo                   |
| Loes Geurts                  | AZ                          | SC Telstar VVNH             |
| Loes Geurts                  | SC Telstar VVNH             | Vittsjö GIK () *            |
| Stefanie van der Gragt       | AZ                          | SC Telstar VVNH             |
| Amber van der Heijde         | AZ                          | SC Telstar VVNH             |
| Claudia van den Heiligenberg | AZ                          | SC Telstar VVNH             |
| Jolijn Heuvels               | FC Twente                   | FC Zwolle                   |
| Anouk Hoogendijk             | Bristol Academy WFC ()      | FC Utrecht *                |
| Daphne Koster                | AZ                          | SC Telstar VVNH             |
| Karin Legemate               | AZ                          | Stopt                       |
| Karin Legemate               | Was gestopt                 | SC Telstar VVNH *           |
| Vanity Lewerissa             | VVV-Venlo                   | Standard Fémina de Liège () |
| Desiree van Lunteren         | AZ                          | SC Telstar VVNH             |
| Suzanne Marees               | AZ                          | SC Telstar VVNH             |
| Lieke Martens                | VVV-Venlo                   | Standard Fémina de Liège () |
| Blakely Mattern              | Charlotte Eagles ()         | FC Twente                   |
| Manoe Meulen                 | Willem II                   | VVV-Venlo                   |
| Rosa Min                     | AZ                          | SC Telstar VVNH             |
| Lenie Onzia                  | VVV-Venlo                   | Lierse SK ()                |
| Loïs Oudemast                | AZ                          | SC Telstar VVNH             |
| Chantal de Ridder            | AZ                          | 1. FFC Turbine Potsdam ()   |
| Laura Du Ry                  | ADO Den Haag                | Standard Fémina de Liège () |
| Laura Du Ry                  | Standard Fémina de Liège () | FC Zwolle *                 |
| Shanice van de Sanden        | sc Heerenveen               | FC Twente                   |
| Sylvia Smit                  | sc Heerenveen               | FC Zwolle                   |
| Annelies Tump-Zondag         | AZ                          | SC Telstar VVNH             |
| Sabine Verheul               | ADO Den Haag                | FC Utrecht                  |
| Jette van Vlerken            | Willem II                   | FC Utrecht                  |
| Lianne de Vries              | FC Utrecht                  | FC Zwolle                   |
| Mauri van de Wetering        | Willem II                   | VVV-Venlo                   |
| Sabrina Theissen             | Borussia Mönchengladbach () | VVV-Venlo *                 |
| Veerle Willekens             | Lierse SK ()                | VVV-Venlo                   |

* Tijdens dit seizoen.
ADO Den Haag · 
sc Heerenveen · 
SC Telstar VVNH · 
FC Twente · 
FC Utrecht · 
VVV-Venlo · 
FC Zwolle
2007/08 · 2008/09 · 2009/10 · 2010/11 · 2011/12 · 2012/13 · 2013/14 · 2014/15 · 2015/16 · 2016/17 · 2017/18 · 2018/19 · 2019/20 · 2020/21 · 2021/22 · 2022/23 · 2023/24 · 2024/25

Eredivisie · Women's BeNe League · BeNe League Orange · KNVB Beker · Supercup · Eredivisie Cup · UEFA Women's Champions League